# Cryphopus
Cryphópus — підрід жуків роду Larinus родини Довгоносики (Curculionidae).

## Зовнішній вигляд
До цього підроду відносяться жуки середнього розміру, довжина їхнього тіла знаходиться у межах 8-15 мм. Основні ознаки:
- головотрубка перед очима не має сідлоподібного вдавлення, коротка й товста, вона звичайно коротша, ніж передньоспинка, на її верхньому боці звичайно є 1, 3 (до 5) кілів, знизу головотрубка може бути вкрита короткими волосками;
- стволик вусиків коротший за їхній джгутик;
- ширина 2-го членика задніх лапок більша, ніж його довжина.
- у парі кігтиків кожної лапки один довший за інший.

## Спосіб життя
Невідомий, ймовірно він типовий для видів роду Larinus.

## Географічне поширення
Ареал підроду обмежений західною частиною Півдня Палеарктики (див. нижче).

## Класифікація
Описано шість видів підроду:
- Larinus (Cryphopus) berti Gültekin & Alonso-Zarazaga, 2013 — Марокко
- Larinus (Cryphopus) bombycinus Lucas, 1847 — Марокко, Алжир
- Larinus (Cryphopus) ferrugatus Gyllenhal, 1835 — Португалія, Іспанія, Франція, Італія, Марокко, Туніс, Алжир, Єгипет
- Larinus (Cryphopus) griseus Capiomont, 1874 — Алжир
- Larinus (Cryphopus) maroccanus Capiomont. 1874 — Португалія, Іспанія, Марокко
- Larinus (Cryphopus) reichei Capiomont. 1874 — Франція, Іспанія, Марокко